# Gedenkorte für Organspenden
Gedenkorte für Organspenden dienen dem Gedenken an Verstorbene, die ihre Organe für eine Transplantation gespendet haben. Empfänger von Organspenden und ihre Angehörigen können dort den Spendern danken.

## Kontext
Die Transplantation ist bei schweren Erkrankungen zu einer routinemäßigen Behandlungsoption geworden. Neben der Lebendspende, die nur bei wenigen Organen in Frage kommt, spielt die postmortale Spende dabei eine wichtige Rolle. 2020 konnten in den in der Stiftung Eurotransplant zusammengeschlossenen Ländern, darunter Deutschland, 1837 verstorbenen Menschen teils mehrere Organe entnommen und diese dann lebensbedrohlich erkrankten Menschen implantiert werden. Im Jahr 2020 wurden allein in Deutschland 3341 Organe von Verstorbenen transplantiert. In der Schweiz, die die Organvergabe über Swisstransplant regelt, waren es im selben Jahr 459 Organe von 146 Spenderinnen und Spendern.
Voraussetzung für eine Transplantation ist es, dass Organe gespendet werden, d. h. dass ein Mensch einen „eigentlich unverfügbaren Teil seines Körpers“ (Roswitha Müller) verschenkt. Die Spendenbereitschaft von Frauen und Männern ist unterschiedlich. Nach einer repräsentativen Umfrage aus dem Jahr 2018 sind 39 Prozent der Frauen und 31 Prozent der Männer bereit, im Falle ihres Todes Organe zu spenden.
Für alle Beteiligten entsteht durch die Transplantation eine emotional extrem belastende Situation, die durch „Würdigung und Dank für die Organspende“ (Eva Richter-Kuhlmann) erleichtert werden kann. In mehreren Ländern existieren jeweils individuell gestaltete Gedenkorte, die Gelegenheit geben, Menschen für die Spende von Organen zu danken.

## Schweiz
In der Schweiz wurden bislang zwei Orte des Dankes für Organspenden geschaffen: Schon 2001 entstand der erste Dank- und Gedenkort am Kantonsspital St. Gallen, der 2019 erweitert und erneuert wurde. Am Berner Inselspital gestaltete 2019 der Künstler Reto Leibundgut einen Ort aus Weiher, Steinteppich, Steinskulptur und Bänken.

## Deutschland

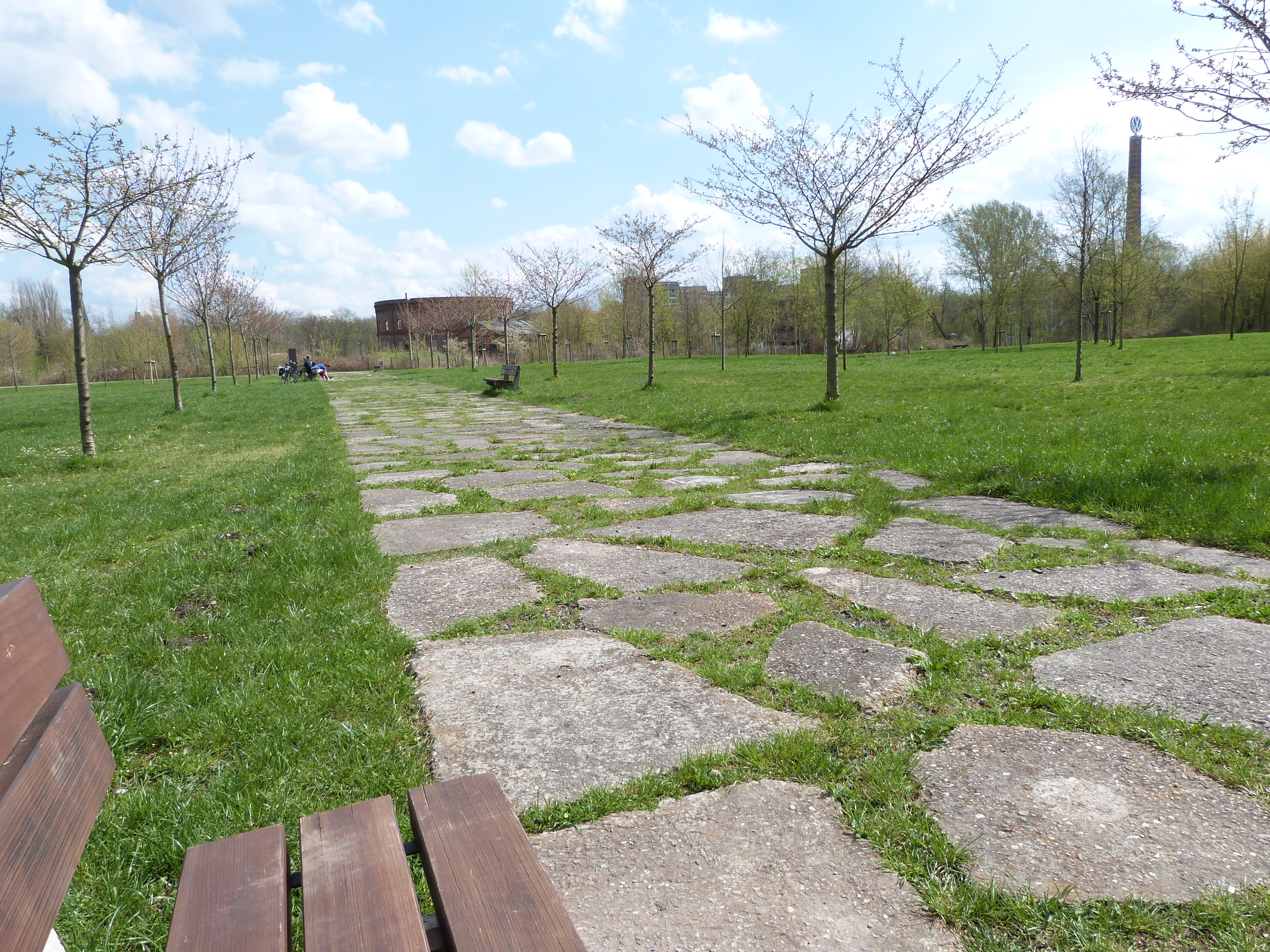
Park des Dankens, des Erinnerns und des Hoffens in Halle (Saale)

Als erster Gedenkort in Deutschland wurde 2008 der „Park des Dankens, des Erinnerns und des Hoffens“ auf der Salineinsel in Halle eingerichtet. Er entstand auf Initiative des Vereins zur Förderung der Organspende e.V. unterstützt von der Stadt Halle und der Klinik für Urologie des Universitätsklinikums Halle.  2019 kamen im „Park des Dankens, des Erinnerns und des Hoffens“ etwa 150 Menschen aus ganz Deutschland zu einer Festveranstaltung zusammen, darunter Menschen, die dank einer Transplantation weiterleben, und solche, die noch auf ein Organ warten. Ziel des Treffens war es, gemeinsam der Organspenderinnen und Organspender zu gedenken, ihnen und ihren Angehörigen zu danken und die gesellschaftliche Würdigung der Organspende allgemein zu stärken.
Auf dem Gelände der Charité-Universitätsmedizin Berlin wurde im Mai 2021 das „DANK-Mal“ der Patientenstiftung „Aktion Niere“ des Bundesverbandes Niere (BN) e.V. enthüllt. Die Ursprungsidee, ein Organspende-Denkmal für Berlin/Brandenburg auf Länderebene zu errichten, wurde im Herbst 2017 formuliert und mündete nach zweijährigen Aktivitäten über einen Ideenwettbewerb in die Kürung von zunächst zwei Siegerentwürfen und den Start des Fundraisings. Für die Realisierung ausgewählt wurde schließlich die durch den „Flügelschlag eines Schmetterlings“ inspirierte Skulptur des Architekten, Künstlers und ehemaligen Architektur-Studenten der HTWG Konstanz Michael Wezstein, bestehend aus zwei sich gegenüberstehenden aber nicht berührenden großen Spiralen.

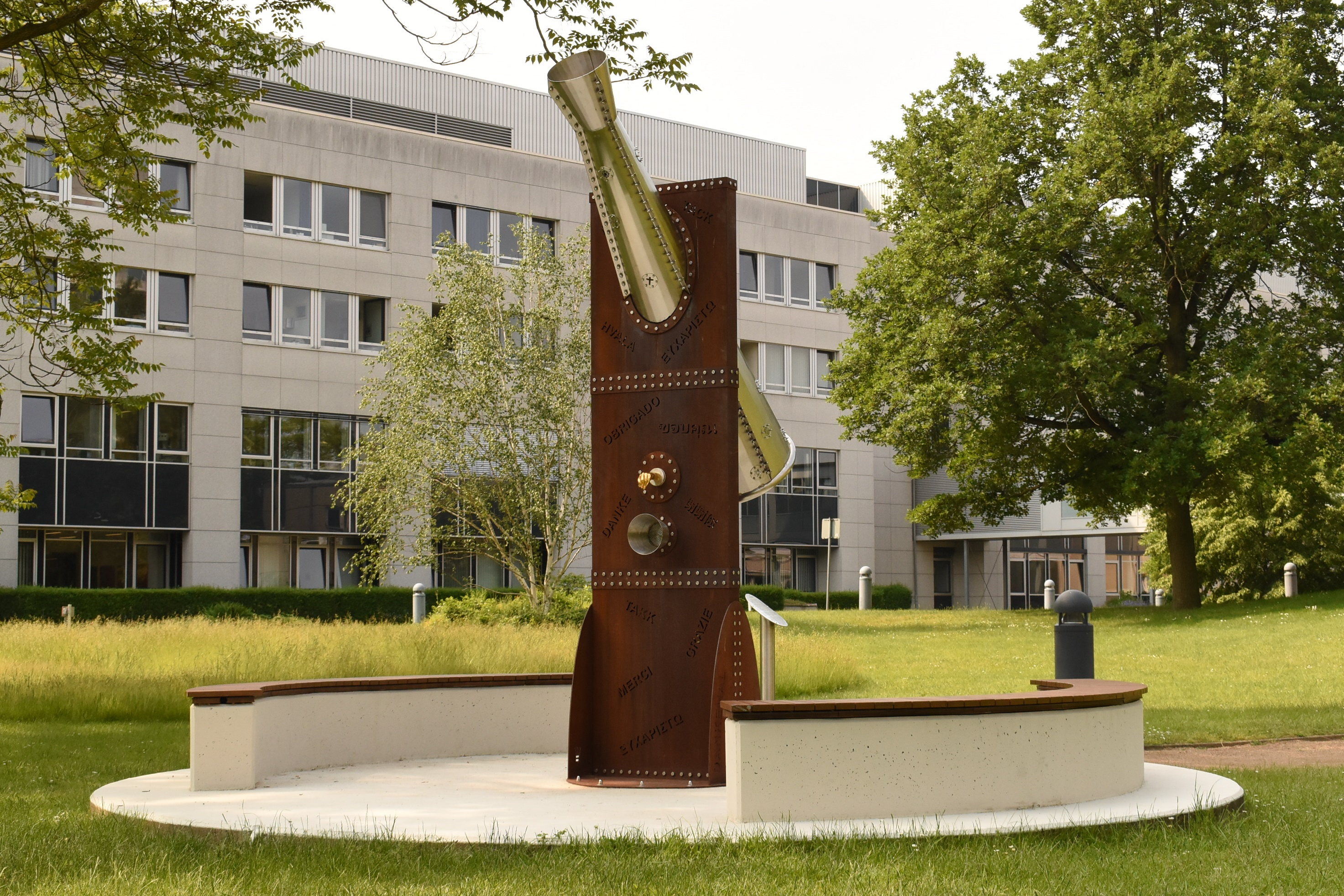
DankeMal von Andreas Rimkus im Patientengarten der Medizinischen Hochschule Hannover

An der Medizinischen Hochschule Hannover (MHH), einem der großen Transplantationszentren in Deutschland, wurde am 5. Juni 2021, dem jährlichen bundesweiten Tag der Organspende, die interaktive Skulptur „DankeMal“ des Künstlers Andreas Rimkus aus Springe aufgestellt. Damit wurde ein Ort geschaffen, um den anonymen Spenderinnen und Spendern für ihre Organ-, Gewebe- und Blutspenden zu danken. Das „DankeMal“ entstand auf Initiative des Klinischen Ethik-Komitees der MHH und geht auf die Idee der ehemaligen MHH-Professorin Roswitha Müller zurück. Finanziert wurde es überwiegend aus Spenden. Die Skulptur besteht aus einer im Boden verankerten Stele aus Cortenstahl. Eingelassen ist ein großer stilisierter, in den Himmel gerichteter Trichter aus Edelstahl. Insgesamt erreicht die Skulptur bei einem Gewicht von ca. 700 Kilogramm eine Höhe von etwa drei Metern. Damit das „DankeMal“ im Sinne der Ideengeberin von allen Menschen angenommen werden kann, sind in dem Trichter verschiedene religiöse und nicht religiöse Zeichen und Symbole zu erkennen, und in den rostigen Stahl der Stele ist in 12 verschiedenen Sprachen das Wort „danke“ gesägt. Auf der dem Trichter abgewandten Seite sind eine Hand und ein kleiner Schalltrichter angebracht. Beim Berühren der Hand sind Tonaufnahmen von Transplantierten zu hören, die ihren Dank zum Ausdruck bringen. Weitere Texte aus aller Welt – so die Vorstellung von Andreas Rimkus – können und sollen eingesprochen und nach Hannover geschickt werden und das Kunstwerk wachsen lassen.
Ein weiterer Gedenkort in Deutschland ist in Vorbereitung: Das Universitätsklinikum Leipzig veröffentlichte zum Tag der Organspende 2021 einen Spendenaufruf, um ein „Denkmal für die anonymen Organspender*innen in Leipzig“ errichten zu können. Geplant sei vor dem Hintergrund, dass sich noch immer zu wenige Menschen und ihre Angehörigen für eine Organspende entschieden, ein „künstlerisch gestalteter Gedenkort“, der „ein ruhiges ERINNERN und ein dankbares Verweilen ermöglichen soll“.

## Niederlande

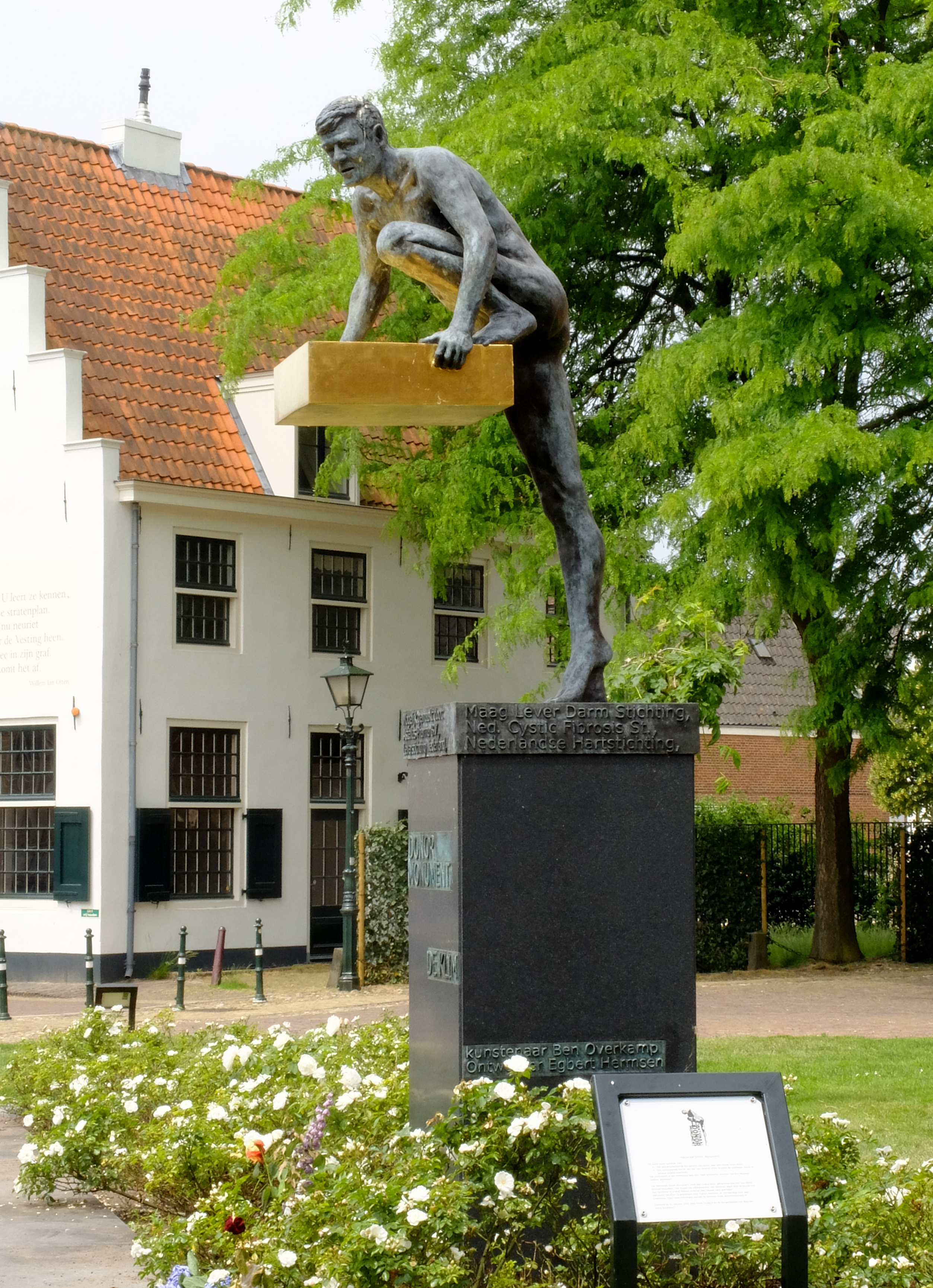
Nationales Spenderdenkmal von Ben Overkamp nach einem Entwurf von Egbert Hermsen in Naarden

In Naarden in den Niederlanden wurde im Oktober 2011 die Skulptur „De Klim“ (Der Kletternde) als Nationales Spenderdenkmal aufgestellt. Geschaffen wurde die lebensgroße Bronzeskulptur von dem Künstler von Ben Overkamp auf der Grundlage einer kleinen Figur des Lungentransplantierten Egbert Hermsen. Das Denkmal entstand auf Initiative der Stichting Nationaal Donor Monument, in der sich Transplantierte und Angehörige von Spendern und Spenderinnen zusammengeschlossen haben. Das Nationale Spenderdenkmal ist als Ort gedacht, an dem transplantierte Menschen den anonymen Organspenderinnen und -spendern danken können und zugleich als Gedenk- und Begegnungsstätte für die nächsten Angehörigen der Verstorbenen. Als Standort wurde der Platz neben der Grote Kerk gewählt, in der alle zwei Jahre der Tag des Gedenkens der Transplantation begangen wird.

## Großbritannien
Ein britisches nationales Organspendedenkmal wurde nach mehrjährigem Vorlauf am 7. April 2016 in Alrewas in der Grafschaft Staffordshire enthüllt. Die Idee dazu entstand 2007 im Donor Family Network (DFN), einem Netzwerk von Organspenderfamilien. Das Netzwerk beauftragte die Künstlerin Julia Hennessey-Priest, eine Skulptur zu gestalten, gewann das Kuratorium des Nationalen Gedenkparks (The National Memorial Arboretum) in Alrewas für den Entwurf und warb Spenden für die Umsetzung des Projekts ein. Das „Geschenk-des-Lebens-Denkmal“ (‘Gift of Life Memorial’ (GOLM)) ist eine auf einem Sockel aus walisischem Granit ruhende, mit farbigem Mosaik ausgestaltete Bronzeskulptur in Form eines Schmetterlings und einer Vergissmeinichtblüte.
Das Denkmal soll zum Nachdenken anregen über diejenigen, die während des Wartens auf ein Spenderorgan verstorben sind, diejenigen, die eine Organ- oder Gewebespende erhalten haben, diejenigen, die im Bereich der Transplantation arbeiten, und diejenigen, die Organspenden unterstützen. Es soll Anerkennung für das selbstlose Geschenk der Organspende zum Ausdruck bringen. Schließlich soll es dem Gedenken aller, die Organe gespendet haben oder zu einer Spende bereit waren, dienen. Auf der Internetseite des Netzwerks DFN steht ein online-Erinnerungsbuch für Angehörige von Spenderinnen und Spendern zur Verfügung.

## Frankreich
In Frankreich wurde im Krankenhaus von Mâcon im September 2020 ein Gedenkort eingeweiht, der Organ- und Gewebespendern und ihren Familien und auch denen, die die Organe und Gewebe erhalten haben, gewidmet ist. Auf dem neu gestalteten Vorplatz der Klinik wurde eine Stele aufgestellt, in die die Worte „Für diesen Fremden, für den ich nichts war und dem ich alles verdanke“ eingraviert sind. Gemeinsam mit einem daneben gepflanzten „Baum des Lebens“ (« arbre de la vie ») soll die Stele für alle ein Ort der Besinnung sein.
Am 22. Juni 2021, dem 18. Nationalen Gedenktag der Organspende, wurde im Foyer des Krankenhauses von Roanne eine Gedenkstätte für Spender eingeweiht. Sie wird durch das Bild „Strauß des Lebens“ (« Bouquet de vies ») des Roanner Künstlers Gilles Coudour symbolisch markiert. Der Ort wurde als Ort des Lebens und des Übergangs ausgewählt, der von allen Patientinnen und Patienten, ihren Familien und der Gemeinschaft des Krankenhauses gesehen wird. Die Gedenkstätte würdigt alle, die durch ihre Arbeit oder durch ihre Spende helfen, die Kette des Lebens aufrechtzuerhalten.
Aus Frankreich ist außerdem eine andere Form des künstlerischen Umgangs mit den emotionalen Belastungen der Transplantation bekannt: 2014 erschien dort mit einschlägiger Thematik der Roman Réparer les vivants von Maylis de Kerangal, der 2016 unter der Regie von Katell Quillévéré verfilmt und nach seiner Uraufführung bei den Filmfestspielen in Venedig mehrfach ausgezeichnet wurde. 2017 kam der Film unter dem Titel Die Lebenden reparieren in die deutschen Kinos.